# Rommel Pacheco
Rommel Agmed Pacheco Manrufo (* 12. Juli 1986 in Mérida) ist ein mexikanischer Wasserspringer. Er startet im 10-m-Turm- und Synchronspringen. Sein Synchronpartner war Fernando Platas. Auch im Kunstspringen war Pacheco aktiv.

## Sportliche Laufbahn
Pacheco nahm mehrfach an Olympischen Spielen teil. 2004 in Athen erreichte er vom 3-m-Brett und vom 10-m-Turm das Finale und wurde jeweils Zehnter. 2008 in Peking trat er nur im Turmspringen an, er erreichte erneut das Finale und landete auf Rang acht.
An Schwimmweltmeisterschaften nahm Pacheco erstmals 2003 teil. 2003 in Barcelona, 2005 in Montreal und 2007 in Melbourne erreichte er vom Turm jeweils das Finale und landete auf den Rängen fünf, vier und sechs. 2009 in Rom verpasste er das Finale. Erfolgreich ist Pacheco vor allem bei Panamerikanischen Spielen. 2003 in Santo Domingo gewann er Gold vom Turm und Silber mit Platas im 10-m-Synchronspringen, 2007 in Rio de Janeiro und 2011 in Guadalajara jeweils Silber vom Turm.
Während der Eröffnungsfeier der Olympischen Sommerspiele 2020 war er gemeinsam mit der Golfspielerin Gabriela López der Fahnenträger seiner Nation.